# 北院廟
22°32′27″N 120°30′34″E / 22.540872°N 120.509516°E
北院廟 ，是位於臺灣屏東縣崁頂鄉力社村的清水祖師廟，為當地漢族與平埔原住民馬卡道族力力社所共祀，並曾作為教授原住民兒童的土番社學。

## 歷史
康熙四十年（1701年）後，福建泉州安溪人陳流攜同陳姓族親、清水祖師公香火，沿東港溪而上來到力力社，以拓墾、侵墾、典購、或騙取當地原住民土地，之後部分漢化的力力社人被清廷賜姓為陳姓、潘姓，部分遷至萬巒鄉的赤山、萬金一帶落腳。
乾隆五年（1740年），陳流倡議集資興建木造廟室及雕塑清水祖師金身，並將廟名取名「北院廟」，以紀念座落安溪城北方的安溪清水巖。第一代住持為僧人如曇。原廟地設立原在力力社與萬丹鄉興化廍間的東港溪旁，由兩位女僧捐獻土地，隨著溪水氾濫，廟宇不斷往力社村遷移，最後於現址落腳。
乾隆時期，清廷加速漢化政策，因此鳳山八社均設有教授原住民兒童四書五經的社學，北院廟即為當時社學所在，社師由力社庄陳姓漢人之通文識理者擔任。嘉慶之後，由於當地的平埔原住民族均已漢化，將社學改為漢塾。今北院廟正門對聯及窗上的匾額看出當時為社學的痕跡，題文與一般寺廟大異其趣，如「祖祀春秋遵萬古先賢禮樂」、「師當左右序一家世代源流」。「縱談天下士」、「笑論古人書」。
1927年廟宇重新改建，今廟宇構成與安溪清水巖一樣形成一個「帝」字。
2003年，崁頂鄉公所花費十八萬元製作了一套八張、發行一千五百套郵票，圖案為各村特色，力社村的郵票就以北院廟為主題。

## 祭祀

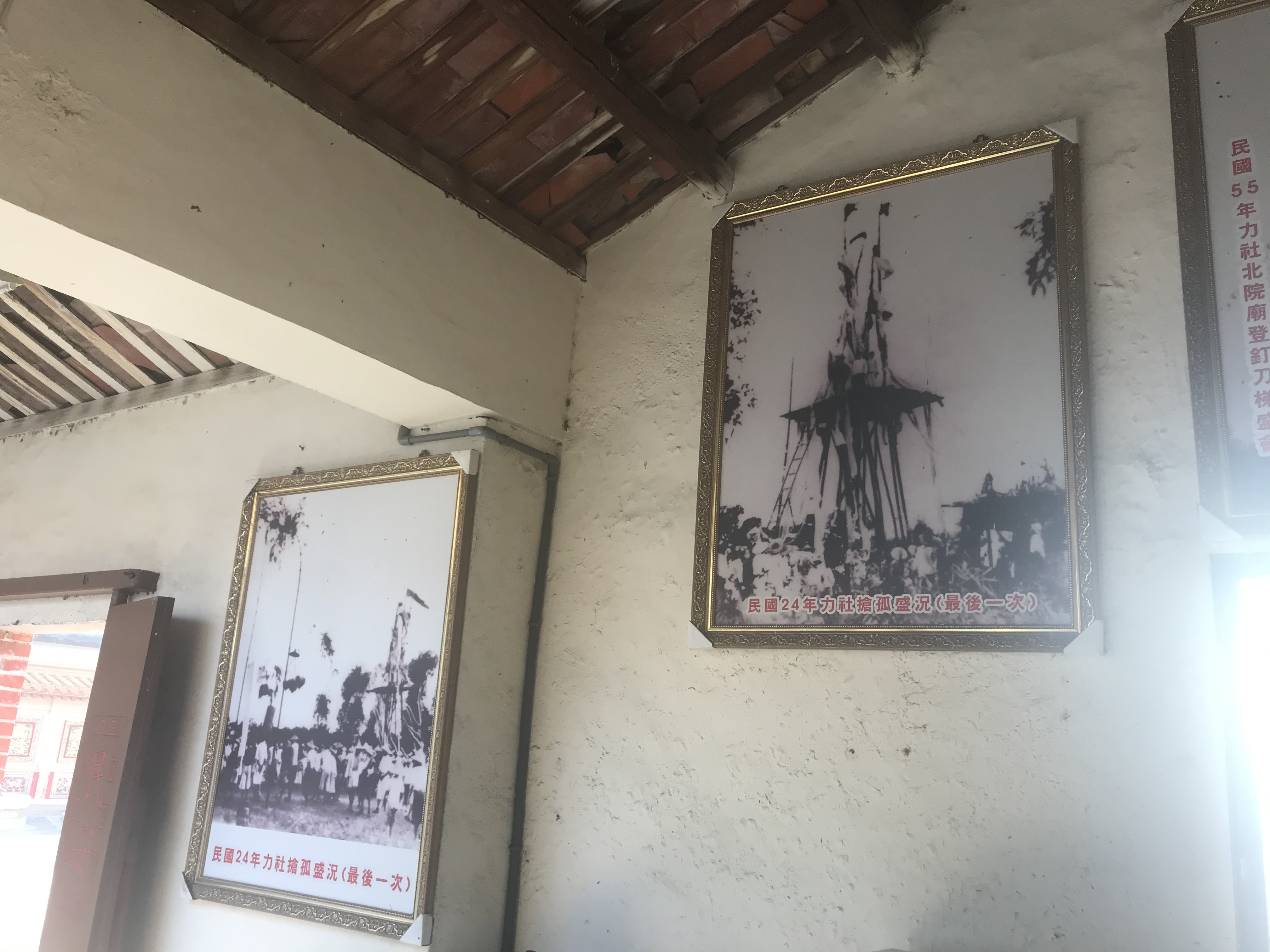
北院廟搶孤照

北院廟是潮州鎮八老爺、崁頂鄉力社、圍內、興化廍四部落居民信仰中心。因清水祖師俗姓陳名昭應，所以漢化姓陳的力力社人也能認同清水祖師。
力社村長陳丁富表示，北院廟搶孤活動曾是南台灣相當有名的中元節慶，當時的三峽祖師廟也都會到北院廟進香。至於遷到赤山、萬金的力力社人，面臨萬巒鄉五溝水客家人、來義鄉排灣族等強鄰的威脅，成為當地的弱勢族群，遂部分依附外國教會，改信天主教，但由於力力社曾是他們的原住地，而且北院廟又是早年當地漢、原住民主要信仰地，所以每年農曆七月十六日的北院廟搶孤活動，還是會來參與。
1937年七七事變後，日本政府為防此地人民聚眾滋事，頒令禁止北院廟搶孤。2006年報導，地方人士曾數度往宜蘭考察頭城開成寺城隍廟頭城搶孤儀式，希望縣府及中央能有經費來恢復北院廟的搶孤儀式。